# Ernztalgemeinde
Die Ernztalgemeinde (luxemburgisch Ärenzdallgemeng, französisch Commune de la Vallée de l’Ernz) ist eine Gemeinde im Großherzogtum Luxemburg, die zum 1. Januar 2012 aus dem Zusammenschluss der Gemeinden Ermsdorf und Medernach gebildet wurde.

## Zusammensetzung der Gemeinde
Die Ernztalgemeinde besteht aus folgenden Ortschaften:
- Eppeldorf
- Ermsdorf
- Folkendingen
- Keiwelbach
- Kitzebur
- Marxbierg
- Medernach
- Osterbour
- Pletschette
- Savelborn
- Stegen